# Habiba Djahnine
Habiba Djahnine (Tizi Ouzou, 1968) és una productora i directora de cinema algeriana, particularment de documentals, organitzadora de festivals de cinema internacional, escriptora, assagista i feminista.
Djahnine és originària de Tizi Ouzou. En els anys 1990 fou una prominent feminista algeriana. La seua germana, també activista feminista i fins al 1995 presidenta de Thighri N'tmettouth (Dones en protesta), fou assassinada per fonamentalistes islàmics el 15 de febrer de 1995, durant la Guerra Civil algeriana (1991–2002).
La guerra civil dividí les feministes, en partidàries de l'exèrcit algerià, i d'altra banda les contràries a la crueltat del poder central. En la segona dècada del segle xxi, respongué que ja no era activista, però que encara es considera feminista. Té una postura crítica davant el desenvolupament del moviment feminista anterior, que intenta palesar sovint en les seues pel·lícules.
Després de la Guerra civil, moltes feministes modificaren l'enfocament cultural. Com ho feu Djahnine, que fou cofundadora de l'Associació Kaïna Cinéma, i al 2007 de l'Associació Cinéma et Mémoire. També publicà el poemari Outre-Mort (Més enllà de la mort), escriu articles d'humor per a revistes franceses i algerianes i una sèrie de contes.
Des de 2003, Djahnine és consultora i comissària artística d'alguns festivals internacionals de cinema, com Rencontres Cinématographiques de Bugia, on anualment es presenten de cinquanta a seixanta noves pel·lícules. Ofereix espai a la indústria del cinema per al debat, la creació de xarxes i el bescanvi de coneixements. També organitzà altres iniciatives com Arab Shorts per a l'alemany Goethe-Institut.
Al 2006, Djahnine retorna a Algèria, on va recordar la mort de la seua germana i la situació política d'aquells moments. Una pregunta que es feia era "Per què és impossible el diàleg?" Aquesta pregunta fou un tema important en el seu documental "Lettre à ma soeur" ('Carta a ma germana'); més tard, igual que les seues altres produccions, també s'emeté fora d'Algèria. En "Lettre à ma soeur" intenta refutar que la violència siga una solució a les disputes socials. Els seus documentals revelen facetes reals d'Algèria, la seua història i les conseqüències en la societat.
En el seu taller, Béjaïa Doc, ofereix cinematografia a joves algerians amb atenció a totes les facetes de la professió, com la història del cinema, la producció i el guió de pel·lícules. Els estudiants han de completar una pel·lícula sobre la vida en la seua pròpia comunitat.

## Obres
Filmografia
Una selecció limitada seua és:
- 2006: Lettre à ma soeur (Carta a ma germana)
- 2008: Autrement Citoyens (És a dir, ciutadans)
- 2010: Retour à la montagne (Retorn a la muntanya)
- 2011: Avant de franchir la ligne d'horizon (Abans de creuar la línia de l'horitzó)

Algunes publicacions
- Habiba Djahnine. Doucey éditions. Fragments de la maison. Autre langue (en francès), 2015, p. 64. ISBN 2362290816, 9782362290817.

## Honors
- 2012: honorada amb el Premi Príncep Claus per fer reviure el cinema algerià i per "crear documentals sensibles, desafiadors i perspicaços sobre la realitat contemporània."[4]